# Visions of the Beast
Visions of the Beast – wideo brytyjskiego zespołu Iron Maiden, wydane na dwóch dyskach, 2 czerwca 2003. Album zawiera nieemitowane dotąd animacje pt. "Camp Chaos" z sześciu najlepszych utworów, interaktywne menu oraz kilka ukrytych dodatków.

## Lista utworów

### Dysk 1
1. "Women in Uniform"
2. "Wrathchild" (na żywo)
3. "Run to the Hills"
4. "The Number of The Beast"
5. "Flight of Icarus"
6. "The Trooper"
7. "2 Minutes to Midnight"
8. "Aces High"
9. "Wasted Years"
10. "Stranger in a Strange Land"
11. "Can I Play with Madness"
12. "The Evil That Men Do"
13. "The Clairvoyant" (na żywo)
14. "Infinite Dreams" (na żywo)
15. "Holy Smoke"
16. "Tailgunner"
17. "Aces High" (wersja Camp Chaos)
18. "The Number of the Beast" (wersja Camp Chaos)
19. "Futureal" (wersja "piłkarska")
20. "Fear of the Dark" (na żywo - z albumu Rock in Rio)
21. "Man on the Edge" (wersja "zabawna" - Easter egg)

### Dysk 2
1. "Bring Your Daughter... to the Slaughter"
2. "Be Quick or Be Dead"
3. "From Here to Eternity"
4. "Wasting Love"
5. "Fear of the Dark" (na żywo)
6. "Hallowed Be Thy Name" (na żywo)
7. "Man on the Edge"
8. "Afraid to Shoot Strangers" (na żywo z udziałem Blaze'a Bayleya jako wokalisty)
9. "Lord of the Flies"
10. "Virus"
11. "The Angel and the Gambler"
12. "Futureal"
13. "The Wicker Man"
14. "Out of the Silent Planet"
15. "Brave New World" (na żywo)
16. "The Wicker Man" (wersja Camp Chaos)
17. "Run to the Hills" (wersja Camp Chaos)
18. "Flight of Icarus" (wersja Camp Chaos)
19. "The Trooper" (wersja Camp Chaos - Easter egg)